# Hydraena zapatina
Hydraena zapatina är en skalbaggsart som beskrevs av Perkins 1980. Hydraena zapatina ingår i släktet Hydraena och familjen vattenbrynsbaggar. Inga underarter finns listade i Catalogue of Life.